# ¡Gloria! (película de 2024)
¡Gloria! es una comedia musical estrenada en 2024 en la Berlinale, en el que la actriz y cantautora italiana Margherita Vicario debuta como directora de largometrajes. Es también coguionista de la película junto a Anita Rivaroli. En ella reivindica la memoria de las mujeres compositoras a lo largo de la historia. La película inaugura el Festival Internacional de Cine de Gijón (FICX) 2024.

## Argumento
Gloria es una historia musical ambientada en el 1800 y en un orfanato/conservatorio del que es difícil escapar el Colegio Sant Ignazio, cerca de Venecia. Allí la aislada, y supuestamente muda, empleada doméstica Teresa (Galatéa Bellugi) descubre la alegría que la música puede brindar, haciendo equipo con un grupo de chicas con talento.

## Contexto
Margherita Vicario investigó sobre la historia de Teresa, una huérfana de finales del siglo XVIII de la que hay registros por estar casada con un músico. Sobre la investigación y el contexto: 
«En la sociedad convencional no se permitían las mujeres cantantes, artistas, compositoras, no era su rol, pero ellas encontraban cierto grado de libertad: no encajaban en los estereotipos estándar pero eran libres en el marco de un acorde, por ejemplo, que es un contexto protegido» 
«Si decimos Ludwig todo el mundo sabe de quién hablamos, o si decimos Wolfgang, pero si decimos Francesca Caccini de Mantua nadie la conoce, a pesar de que en su día fue muy famosa. Y fueron muchas. Vivaldi, por ejemplo formó en el Ospedalle de la Pietá, en Venecia, a más de 300 chicas, algunas de las mayores virtuosas del violín de la época, pero insistió en que este no es un filme histórico, sino una imaginación sobre aquella realidad que ha permanecido a oscuras».

## Elenco
- Galatéa Bellugi (Teresa)
- Carlotta Gamba (Lucía)
- Verónica Lucchesi (Bettina)
- Maria Vittoria Dallasta (Marietta)
- Sara Mafodda (Prudenza)

## Distinciones
- La película fue seleccionada para la competición de la Berlinale.[5]

- Inaugura el Festival Internacional de Cine de Gijón (FICX) 2024[2]